# Philippe (fils de Philippe V)
Pour les articles homonymes, voir Philippe.
Philippe (du grec ancien Φίλιππος / Phillipos) est l'un des fils de Philippe V de Macédoine et le demi-frère de Persée qui l'a adopté.

## Biographie
Philippe est né d'une mère inconnue, sans doute une concubine de Philippe V, qui ne serait donc pas Polycrateia la mère de Persée. À la mort de Philippe V en 179 av. J.-C., il est adopté par Persée qui le considère comme son successeur légitime, même après la naissance de son propre fils, Alexandre. Il est capturé par les Romains avec Persée à l'issue de la troisième guerre macédonienne et de la défaite de Pydna. Il défile avec son père adoptif lors du triomphe de Paul-Émile en novembre 167. Il est ensuite incarcéré à Alba Fucens dans les Abruzzes. Il survit quelque temps avant de mourir à l'âge de 18 ans.

## Sources antiques
- Tite-Live, Histoire romaine, XL.
- Polybe, Histoires [détail des éditions] [lire en ligne], XIII.